# Ectatosticta wukong
Espèce
Ectatosticta wukong est une espèce d'araignées aranéomorphes de la famille des Hypochilidae.

## Distribution
Cette espèce est endémique du Sichuan en Chine,. Elle se rencontre dans le xian de Hongyuan.

## Description
Le mâle holotype mesure 9,29 mm et la femelle paratype 10,77 mm.

## Étymologie
Cette espèce est nommée en l'honneur de Sun Wukong.

## Publication originale
- Lin & Li, 2020 : « Taxonomic studies on the genus Ectatosticta (Araneae, Hypochilidae) from China, with descriptions of two new species. » ZooKeys, no 954, p. 17-29 (texte intégral).